# 拉脫維亞外國藝術美術館

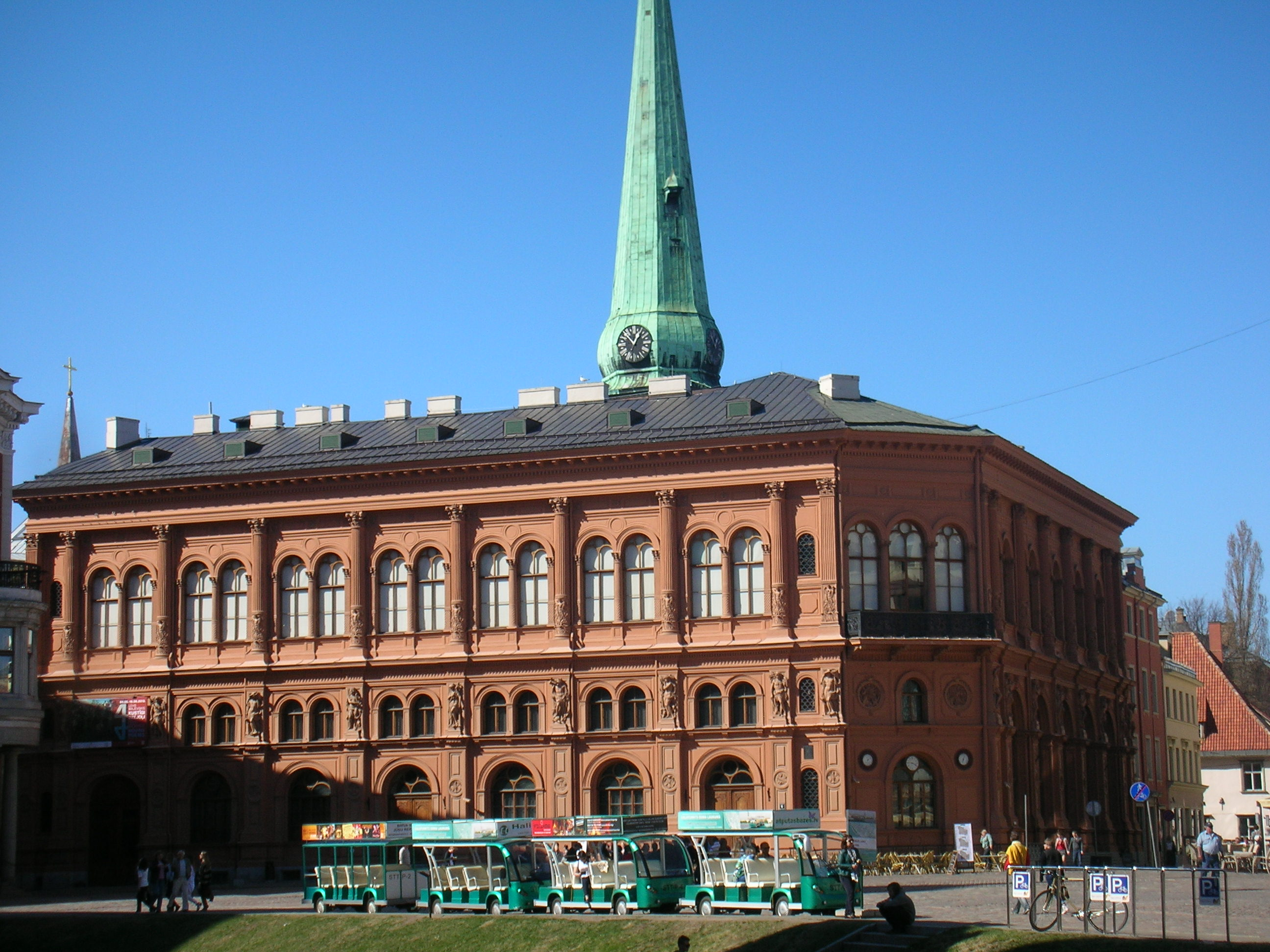
拉脫維亞外國藝術美術館

拉脫維亞外國藝術美術館是拉脫維亞首都里加的一座美術館。拉脫維亞外國藝術美術館成立於1920年，專門收藏外國的美術品。美術館建築在修築之初是一座證券交易所。在蘇聯時期，這座建築曾用做科學院。

## 外部連結
- Latvian Museum of Foreign Art （页面存档备份，存于）
- The Art Museum RIGA BOURSE at Google Cultural Institute （页面存档备份，存于）